# Buchan Oil Field
Buchan Oil Field är ett oljefält i Storbritannien. Det ligger i Nordsjön, 700 km norr om London.